# 南方黑芝麻
南方黑芝麻集团股份有限公司（深交所：000716，简称：黑芝麻），简称南方黑芝麻，是中华人民共和国的一家食品生产企业，总部位于广西壮族自治区玉林市容县。该公司的前身为1984年成立的广西南方儿童食品厂，其生产的“南方黑芝麻糊”为公司的代表产品，其叫卖主题广告片被认为是中国人的集体记忆，是中国销量第一的糊类食品品牌。

## 历史

### 初期
1984年，韦清文和李汉朝、李汉荣三人，以3万元资金，在广西容县荔枝根建起了100平方米的场地，兴办广西南方儿童食品厂，该厂是南方黑芝麻集团的前身。1984年8月27日，该厂正式挂牌成立，当时共有13名员工。建厂初期，韦清文甚至和员工全天同吃、同住、同劳动在工厂。当年10月份，该厂第一款产品“赖氨酸淮莲健儿粉”进入市场，至1985年底“南方”牌儿童食品已进入中国大陆22个省市的市场。
1988年，南方儿童食品厂员工扩大至100多人，生产线增加了两条，但仍然满足不了市场需求。1988年，韦清文在外地处理货款的事时，有路人告诉他黑芝麻糊容易卖出去。韦清文经过市场观察后，随即开展黑芝麻糊业务。而另一方面，由于此时的儿童食品同质化严重，也成为了转产黑芝麻糊的原因。该厂也自那时起，从全国聘请7位食品专家和教授为常年技术顾问，开始了黑芝麻糊的研制工作。同年，“南方”牌黑芝麻糊系列产品开始流入市场，并在1990年举办的北京亚运会进行展销，迅速打开北京市场。与此同时，该厂在电视剧《渴望》播出时段中插叫卖主题广告片，以广告词“一股浓香，一缕温暖”深入人心，迅速在中国大陆走红。1991年时，南方黑芝麻糊的产量和销售量超过儿童食品，而后公司开始专注于黑芝麻糊的生产销售。1996年，该厂通过美国FDA认证和ISO9002质量体系认证，产品开始销往美国、日本等13个国家和地区。
1994年1月，南方儿童食品厂发起组建广西黑五类食品集团有限责任公司。而韦清文还购入一条真空低温油炸果蔬生产线，欲将脱水油炸蔬菜带入中国市场，但由于不符合中国人的饮食习惯，上市不久后便停产。2000年，黑五类集团将旗下公司百姓食品登陆香港交易所上市，李汉朝担任董事会主席。但百姓食品经营状况不佳，其1999年-2001年营业额分别为2.02亿元、1.48亿元和9640万元。2001年11月，百姓食品以1.6亿元人民币将食品业务出售，而后黑五类集团不再持有百姓食品股权，也退出了港股市场。

### 发展
2004年9月2日，黑五类集团控股的广西南方投资宣布收购广西斯壮公司股份，广西南方成为广西斯壮的第一大股东并产业重组斯壮公司。公司确定了以“南方食品”为核心的食品业，以南宁管道燃气为基础的城市公共事业，以南宁建筑材料装饰市场为依托的现代物流及房地产业，同时参股南航广西航空有限公司，并谋划容县工业园项目。2005年3月28日，黑五类集团重组广西斯壮工作基本完成，广西斯壮更名为南方控股。
2010年11月23日，公司发布公告称，第一大股东广西黑五类投资控股有限公司与本公司筹划重大资产重组事项，公司股票自当日起停牌。经过重组后，南方食品确定了“以食品业为主”的经营发展战略，由综合企业回归为以食品业为主业的企业。2012年4月18日，公司更名为“南方黑芝麻集团股份有限公司”。
2011年，南方黑芝麻推出黑芝麻露，后于2013年成立饮品事业部。同年，公司弃用原来的“南方”商标，旗下产品统一使用“南方黑芝麻”商标。2013年3月，南方黑芝麻推出黑芝麻乳系列产品。公司董事会表示，为扩大新产品的宣传和影响，决定在股东中开展新产品品尝活动，用黑芝麻乳进行股东分红。根据规则，除大股东外的股东每持有公司1000股的股份可获得一礼盒装（12罐装）黑芝麻乳，同时向股东征集对公司新产品的意见，由控股股东出资100万元人民币（含税）对该项活动进行奖励。这次活动创下了A股首例“实物分红”纪录，并被称为“史上最牛的分红方案”，引发股民讨论。
2014年11月12日，因公司发展战略专注于黑芝麻产业的经营，产品也由黑芝麻系列食品、饮料为主导，经深圳证券交易所核准，公司证券简称由“南方食品”变更为“黑芝麻”。在公司决定变更简称之前，南方黑芝麻在谈及此事时的态度淡定，最初拟用“南方黑芝麻”作为简称，但由于证券简称最多仅可用四个字，于是只能用“黑芝麻”作为简称。
2015年，南方黑芝麻推出新品“黑黑乳”。当年9月中旬，该产品在《南方都市报》发布“全黑”广告，并与《盗墓笔记》作者南派三叔合作推出短篇小说《芝麻》进行营销。新产品无论是在名称、定位、价格都在行业引起争议，褒贬不一。
2017年，南方黑芝麻宣布收购快消品电商平台礼多多100%股权。同年6月出资3亿元，参与投资新能源产业中的锂离子动力电池系统经营业务。但公司投资的电商业务除有增长外，其余业务经营并不理想。
2019年，南方黑芝麻宣布推出“贵妃丸”，通过微商渠道销售。

## 控股子公司
截至2021年12月31日，南方黑芝麻共有如下控股子公司：
- 广西南方黑芝麻食品股份有限公司99.96%
  - 广西南方黑芝麻食品销售有限公司
- 广西南方食品销售有限责任公司
- 江西小黑小蜜食品有限责任公司
  - 江苏南方黑芝麻食品股份有限公司70%
  - 南方黑芝麻（广西）电子商务有限公司
- 滁州市南方黑芝麻食品有限公司
- 安阳市南方黑芝麻食品有限公司
- 内蒙古南方食品有限公司
- 荆门市我家庄园农业有限公司
  - 湖北京和米业有限公司51%
  - 荆门我家庄园富硒米业有限公司
  - 钟祥市我家庄园健康食品有限公司
  - 广西小黑小蜜食品有限公司
  - 上海豆芝缘食品有限公司60%
  - 义乌市润谷食品有限公司51%
  - 南昌市润谷食品有限公司
- 南方黑芝麻（容县）健康粮仓投资有限公司51%
  - 容县民国小镇旅游文化有限公司
  - 上海礼多多电子商务有限公司
  - 广西酥伊熙电子商务有限公司
- 广西紫和福投资有限公司
- 南方黑芝麻（巴马）健康食品有限公司

## 业务与产品
截至2021年底，南方黑芝麻主营业务为以黑芝麻为原料的食品研发、生产和销售，包括南方黑芝麻糊、黑芝麻丸、黑芝麻牛奶等，有“南方黑芝麻”及“黒养黒”两大品牌，其中“黒养黒”品牌以年轻人群体为目标人群。另有以外销为主的烘焙、糖果类产品，以及以硒食品为定位的富硒大米、食养大米、传统大米等粗粮初加工业务。南方黑芝麻糊的年销量为20亿（2020年统计），销量位居中国糊类品牌第一。在研项目包括黑芝麻丸、黑芝麻糕等的乌发系列产品，以及代餐系列产品。
该公司在传统销售渠道共设区域经销渠道和直供渠道，对于个别大型连锁店、商超等重要零售终端，公司采用直供模式开展业务合作。在电商渠道方面，公司采取直营及经销（分销）的模式进行销售。南方黑芝麻电商事业部主要包括在天猫、淘宝、京东、拼多多、抖音、快手、主流社区团购APP等线上电商平台的直营或者授权代理分销。而公司的生产模式为以自有工厂自主生产为主。
该公司还从事文旅业务，在容县投资2亿元建成一个占地面积约60亩的容州民国小镇，共设八大上将公馆、两个文化博物馆、三个文化圈、四大商业业态。

## 事件

### “全黑”广告风波
2015年9月15日，《南方都市报》发布了一则“全黑”广告版面，当时该报广告部表示，因涉及保密，不能透露这则广告的广告主，但9月16日该广告主还会在南方都市报版面刊出揭秘广告破解谜底。最终在9月16日，《南方都市报》刊出了南方黑芝麻投放的整版广告。香港媒体评论称，黑版广告是“政治信号”。

### 产品质量
南方黑芝麻曾在2016年两次登上不合格食品榜单。2016年1月，北京市食药监局通报2015年北京市食品安全监督抽检的信息公告显示，南方黑芝麻有5批次产品被查出大肠菌群超标，该公司后来在舆论压力下发布了一封致歉函。而后在9月28日，江西省食药监局官网公布的食品监督抽检产品不合格信息显示，3批次南方黑芝麻糊不合格原因为大肠菌群、菌落总数超标。该公司于10月5日发出情况说明回应此事，说明中称公司已召回问题产品百余袋，但未就问题产品的总量等细节做进一步披露。

### 上市公司相关违规及其他事项
2019年12月19日，中国证监会广西监管局向南方黑芝麻及公司董事长韦清文、董事会秘书龙耐坚、副总裁（财务负责人）李维昌出具《关于对南方黑芝麻集团股份有限公司、韦清文、龙耐坚、李维昌采取出具警示函措施的决定》。该决定指出，南方黑芝麻在2017年-2019年期间未按规定披露关联方非经营性占用资金的关联交易，以及变更部分募集资金使用用途未履行审议程序。中国证监会广西监管局决定对公司及韦清文、龙耐坚、李维昌采取出具警示函的行政监管措施。另外截至2021年，南方黑芝麻共收到监管函2份，均完成了整改措施；收到关注函3份、问询函8份，均根据有关要求进行了回复或落实。